# 河内成幸
河内 成幸（かわち せいこう（本名は同字でしげゆき）、1948年9月20日 - ）は、日本の版画家。日本美術家連盟版画部委員。名古屋造形大学客員教授。妻の河内美榮子も版画家。

## 略歴
- 1948年 山梨県北都留郡上野原町（現・上野原市）に生まれる
- 1966年 山梨県立都留高等学校卒業
- 1969年 多摩美術大学油画科入学
- 1973年 多摩美術大学油画科卒業
- 1979年 山梨の版画4人展（山梨県立美術館）
- 1982年 近代日本の美術1945年以降展（東京国立近代美術館）
- 1985年 文化庁芸術家在外研修派遣によりニューヨーク・コロンビア大学大学院留学
- 1986年
  - ヨーロッパ遊学
  - アトランディス・ペーパー研究所でデモンストレーション（ロンドン）
- 1986年 帰国
- 1988年 ノーベル財団より版画7点依頼
- 1992年 ぶどうの国の国際版画トリエンナーレ展（山梨県立美術館、1999年まで開催）
- 1994年 クラコフ国際版画トリエンナーレ展（ポーランド）
- 2001年 「成幸・美榮子二人展」（インターチャーチセンター/ニューヨーク）
- 2002年
  - 第70回記念日本版画協会展常務理事
  - 多摩市企画「河内成幸展」（パルテノン多摩/多摩）
- 2003年 台湾国立台北芸術大学客員教授
- 2004年
  - 個展（ワークスギャラリー/ニューヨーク）
  - 個展（チェンマイ大学美術館/タイ）
  - 中国美術学院（杭州）客員教授
- 2006年 日・韓現代版画展（Maga美術館/韓国）
- 2007年 名古屋造形大学客員教授

- 2008年 ワルシャワ国際版画トリエンナーレ展　特別出品3点
- 2009年
  - 佐渡はんが甲子園審査員委員長
  - 新潟県美術展覧会　版画部門審査
  - 個展（南アルプス市春仙美術館/山梨）
- 2010年
  - 多摩美術大学客員教授
  - 個展（鳴門ガレの森美術館/徳島）
- 2011年
  - 国際版画交流展（イタリア・パドヴァ）
  - 紫綬褒章受章[1][2]
- 2012年
  - 中国雲南国際版画展国際審査員
  - 4人展（プーシキン美術館/ロシア）
  - 「世界に羽ばたく版画の巨匠　河内成幸」（ミウラート・ヴィレッジ/愛媛）
- 2014年
  - 「やまなしの戦後美術　四人の革新者たち」（山梨県立美術館）
  - 紺綬褒章受章
- 2016年 個展（小さな蔵美術館/山梨県）
- 2018年 個展「版画制作50年展」（ニッチ・ギャラリー、枝香庵/東京、ギャラリーロンシャン/徳島）
- 2021年 個展（ロシア国立東洋美術館/ロシア）

## 受賞等
- 1970年 第38回日本版画協会展＜新人賞＞
- 1976年
  - 第44回日本版画協会展＜最優秀賞＞
  - 第12回現代日本美術展＜兵庫県立近代美術館賞＞
  - 第7回グラン・プリ展＜次席賞＞
- 1977年 第8回国際青年美術家展＜佳作賞＞
- 1978年
  - 第12回日本国際美術展＜東京国立近代美術賞＞
  - 第2回日本現代版画大賞展＜優秀賞＞
- 1979年
  - 第10回版画グラン・プリ展＜グラン・プリ＞
  - 第8回グレンヘン国際色彩版画トリエンナーレ招待展＜最高賞＞（スイス）
- 1982年
  - 第6回ノルウェー国際版画ビエンナーレ展招待＜最高賞＞
  - 第3回リストウェル国際版画ビエンナーレ展招待＜優秀賞＞（カナダ）
- 1983年 第4回カリフォルニア国際版画展招待＜最高賞＞
- 1984年 第1回山梨県新人選抜展招待＜山梨県立美術館賞＞
- 1985年 第1回和歌山県版画ビエンナーレ展＜優秀賞＞（和歌山県立美術館）
- 1987年 第2回和歌山版画ビエンナーレ展＜佳作賞＞
- 1988年 ノーベル財団より版画7点の制作依頼、金メダル授与＜貢献賞＞
- 1989年 第18回リュブリアナ国際版画ビエンナーレ展＜クラーゲンフルト賞＞（旧ユーゴスラビア/スロベニア）
- 1990年
  - ビエラ国際版画展招待＜買上賞＞（イタリア）
  - 第1回高知国際版画トリエンナーレ展＜佳作賞＞（いの町紙の博物館/高知）
- 1991年 大阪国際版画トリエンナーレ1991展＜特別賞＞
- 1992年 第3回多摩大賞展＜大賞＞
- 1993年 第2回高知国際版画トリエンナーレ展＜優秀賞＞
- 1996年 第3回さっぽろ国際現代版画ビエンナーレ展＜北海道ガス賞＞
- 1997年 国際版画展’97招待＜ポートランド美術館買上賞＞（ポートランド美術館・オレゴン）
- 2003年
  - 北京国際版画展＜銅賞＞
  - グローバル国際芸術貢献賞＜金賞＞（中国）
- 2011年 紫綬褒章
- 2012年 第1回ノヴォシビルスク国際版画トリエンナーレ展＜国際グランプリ賞＞（ロシア）
- 2014年 紺綬褒章
- 2020年 台湾国際ミニチュア版画展2020＜国際グランプリ賞＞

## 人物
河内が版画を始めたのは浪人時代に通っていた予備校であった。その予備校で吉田穂高、松本旻、山野辺義雄といった版画家たちと出会っている。
大学紛争が最も盛んだった69年多摩美術大学油画科に入学。そこで駒井哲郎から銅版画の指導を受ける。70年にはステンレス板にガイコツのイメージをシルクスクリーンで刷った作品が日本版画協会展新人賞を受賞。このガイコツは鬱屈としていた浪人時代の自分の「死」のイメージであり、奇しくもこの年三島由紀夫が割腹自殺する事件もあった。
71年からはほぼ独学で木版画の制作を始める。河内の木版画ではそのイメージのモチーフが注目される。河内は、作品の表現には何よりも「思考の枠組み」というものが必要だと考えていたという。
河内が大型木版画のために開発した技法が「凸凹摺り」と自ら呼ぶものである。これは銅版画のように彫り込んだ凹線に絵の具を詰めて強くプレスし刻線を摺り出すもので、技法自体はすでに先輩作家の荻原英雄が部分的に使っていた。河内はこの凹版摺りによる勢いのある線描を主役として、さらにニスを版面に塗って絵の具の濃淡やドリッピングなどのマチエールを見せる現代的な木版作品を表現したのである。
85年より１年間、文化庁芸術家在外研修員としてコロンビア大学大学院に留学する。そして、帰国後に河内の作風は大きく変化してゆく。まず目につくのは、画面をニワトリの白色レグホンが横切って飛ぶ《The Flying》のシリーズである。飛べない鳥であるニワトリを翔ばしたのはなぜかと聞くと、「ニワトリは自画像」という。それは、戦後教育の中から経済成長を担うサラリーマンを育てるような閉塞した社会状況で、何とか飛翔しようとする自らの姿を重ねている。
さらに、飛翔するニワトリの背景が北斎の「浪」より引用したイメージが使われるようになる。この浪のイメージは日本そのものを象徴する。そして、2000年以降しばしば描かれるようになったモチーフの「富士」もまた、日本のエンブレムマークとして存在している。河内は、在外研修員から帰国した時、何かの都合で飛行機がなかなか着陸出来ず富士山の上空を旋回し続け、その時見た富士の姿になぜか涙が止まらなかったという。
還暦を迎えてからあえて富士に向き合った河内は、やはり60歳を過ぎてから『富獄三十六景』を生み出した北斎を目標に、絵師、彫師、摺師の分業ではなく、一人の作家として日本の木版画の伝統を担おうとする意欲を見せている。（『版画芸術』№193 松山龍雄著から抜粋）

## 独特の木版技法
「彼の技法は、シナベニヤに下図を描き、明るくする部分にはクリヤー・ラッカーを塗り、彫版後、墨汁と糊の混合物を版面に塗り、シルクのスキージーで平面部分をしごき、木版用プレスで摺る。この墨版を転写し色版を彫り、色版はすべてバレンで摺り、最後に最初の墨版工程をのせて、伝統木版にない鋭さ、強さを出す。独創的な木版凹版により情念と思念の斬新なイメージを展開する有望作家」（『版画事典』室伏哲郎著　1985年東京書籍刊）
河内成幸の文字通り伝統にない独創的で複雑なこの凹版刷りは、外の追従を許さないものがある。

## パブリック・コレクション
いわき市立美術館、青梅市立美術館、大阪府立現代美術センター、神奈川県立近代美術館、笠間日動美術館、黒部市立美術館、国立国際美術館、埼玉県立近代美術館、サンパーク美術館、下関市立美術館、高崎市立美術館、多摩市、東京国立近代美術館、東京都美術館、栃木県立美術館、富山県立近代美術館、都立田園調布高校、新潟県立美術館、浜松市美術館、東広島市立美術館、兵庫県立近代美術館、町田市立国際版画美術館、南アルプス市立美術館、山梨県立美術館、米子市美術館、和歌山県立近代美術館、アロンティガグラナディタス美術館、クリーヴランド美術館、大英博物館、台湾台北市立美術館、高雄市立美術館、国立プーシキン美術館、国立モスクワ東洋美術館、スコビエ現代美術館、アートギャラリーオブニューサウスウェールズ、ノルウェー国立美術館、ブラッドフォード美術館、ブルガリア国立美術館、ポートランド美術館、ワシントンDC国会図書館他